# Antsambalahy
Antsambalahy est une commune rurale malgache, située dans la partie centre-sud de la région de Sava.